# Верховинский район (Кировская область)
Верховинский район — административно-территориальная единица в Кировской области РСФСР, существовавшая в 1929—1963 годах. Административный центр — село Верховино (1929—1933), посёлок Юрья (1933—1963).
Верховинский район образован на основании Постановления ВЦИК РСФСР от 10 июня 1929 года в составе Вятского округа Нижегородского края. В него вошли сельсоветы бывшего Халтуринского уезда Вятской губернии:
- 27 сельсоветов Гороховской волости — Березниковский, Березовский, Безводнинский, Верховинский, Верходворский, Высокораменский, Гнусинский, Гороховский, Мало-Долговский, Больше-Заимский, Заимский, Ивановский, Кокинский, Костровский, Мелеховский, Монастырский, Мордовичевский, Назаровский, Пелевинский, Поломский, Самодуровский, Больше-Скопинский, Сухоноговский, Тутыгинский, Ульяновский, Чебаковский, Челминский
- 1 сельсовет Казаковской волости — Хоробровский
- 8 сельсоветов Шараповской волости — Буяковский, Великорецкий, Заборовицкий, Замежницкий, Новинский, Пышакский, Скутинский, Хабаровский.

23 июля 1930 года в связи с ликвидацией окружного деления Верховинский район перешёл в прямое подчинение Нижегородского края.
21 декабря 1931 года Хоробровский с/с был передан в Мурашинский район.
4 января 1932 года были упразднены Безводнинский, Гнусинский, Мордовичевский, Назаровский, Пелевинский, Поломский, Самодуровский, Тутыгинский и Хабаровский с/с.
20 октября 1933 года центр Верховинского района был перенесён из села Верховино в посёлок Юрья.
16 января 1941 года в соответствии с Указом Президиума Верховного Совета РСФСР Березниковский, Мало-Долговский, Великорецкий, Монастырский, Заборовицкий с/с были переданы в состав вновь образованного Медянского района с центром в п. Мурыгино.
25 июня 1954 года Больше-Заимский и Ульяновский с/с были присоединены к Березовскому с/с, Замежницкий к Больше-Скопинскому, Чебаковский — к Пышакскому, Высокораменский — к Сухоноговскому.
4 апреля 1958 года Костровский с/с был присоединён к Мелеховскому. Центр района, посёлок Юрья, получил статус посёлка городского типа.
30 сентября 1958 года был упразднён Медянский район, из состава которого в Верховинский район были переданы Великорецкий, Загарский, Ложкарский, Мало-Долговский, Медянский, Монастырский, Никольский, Пустошинский с/с и пгт Мурыгино.
2 марта 1959 года Челминский с/с был присоединён к Буяковскому, а Новинский — к Скутинскому.
25 декабря 1959 года Кокинский с/с был присоединён к Березовскому, Больше-Скопинский и Сухоноговский — к Верховинскому, Никольский и Пустошинский — к Медянскому.
На основании Указа Президиума Верховного Совета РСФСР от 1 февраля 1963 года Верховинский район был включён в состав Мурашинского района. Указом Президиума Верховного Совета РСФСР от 12 января 1965 года в границах бывшего Верховинского района был образован Юрьянский район.